# Ty Templeton
Tyrone "Ty" Templeton (Canadá, 9 de maio de 1962) é um autor e desenhista de histórias em quadrinhos americanas, conhecido por seu trabalho na revista The Batman Adventures, vencedora do Eisner Award de "Best Comics Publication for a Younger Audience" em 1996, 1998 e 1999. Em 1998, Templeton foi ainda indicado ao Eisner na categoria "Melhor Artista de Capas" e em 2005 ganhou o Joe Shuster Award de "Melhor Escritor", também por seu trabalho na série.